# Криушинский сельсовет (Вознесенский район)
Криушинский сельсовет — сельское поселение в Вознесенском районе Нижегородской области.
Административный центр — село Криуша.

## История
Статус и границы сельского поселения установлены Законом Нижегородской области от 15 июня 2004 года № 60-З «О наделении муниципальных образований - городов, рабочих посёлков и сельсоветов Нижегородской области статусом городского, сельского поселения».
В 2009 году в состав Криушенского сельсовета был включён Линейский сельсовет.

## Население
| 2002  | 2010  | 2012  | 2013  | 2014  | 2015  | 2016  |
| ----- | ----- | ----- | ----- | ----- | ----- | ----- |
| 1549  | ↘1465 | ↘1399 | ↘1365 | ↘1321 | ↘1261 | ↘1245 |
| 2017  | 2018  | 2019  | 2020  | 2021  |       |       |
| ↘1222 | ↘1195 | ↘1164 | ↘1152 | ↘1063 |       |       |

## Состав сельского поселения
| № | Населённый пункт | Тип населённого пункта       | Население |
| - | ---------------- | ---------------------------- | --------- |
| 1 | Антоновка        | деревня                      | ↘19       |
| 2 | Беговатово       | деревня                      | ↘39       |
| 3 | Криуша           | село, административный центр | ↗990      |
| 4 | Линейка          | село                         | ↘146      |
| 5 | Починки          | деревня                      | ↘251      |
| 6 | Тумлейка         | деревня                      | ↘20       |